# Wiedźmin 3: Dziki Gon

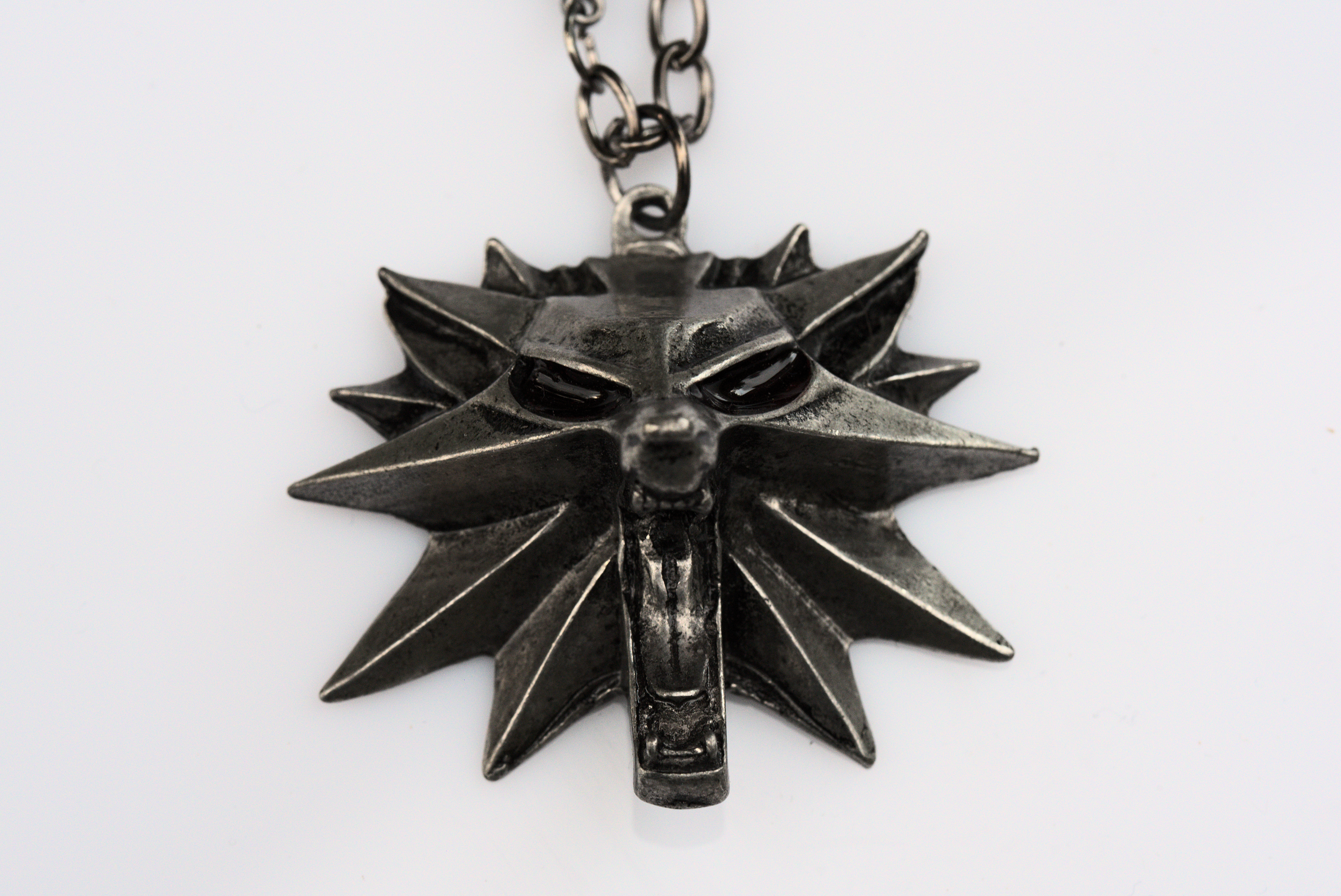
Medalion wiedźmiński z gry

Wiedźmin 3: Dziki Gon (ang. The Witcher 3: Wild Hunt) – fabularna gra akcji wyprodukowana i wydana przez CD Projekt Red 19 maja 2015 na platformy Microsoft Windows, PlayStation 4 i Xbox One. Wersja na Nintendo Switch ukazała się 15 października 2019. 14 grudnia 2022 wydano wersję przeznaczoną na platformy PlayStation 5 i Xbox Series X/S.
Gra jest kontynuacją wydanego w 2007 roku Wiedźmina oraz Wiedźmina 2: Zabójców królów, który miał swoją premierę w 2011 roku. Tak jak poprzednie części, opowiada ona historię tytułowego wiedźmina – Geralta z Rivii – i jest osadzona w świecie wiedźmina, którego twórcą jest Andrzej Sapkowski. Produkcja jest ostatnią częścią cyklu, którego głównym bohaterem jest tytułowy wiedźmin, razem z nią stanowiącego trylogię.
Pierwszy zwiastun produkcji został zaprezentowany na konferencji Microsoftu na targach E3 w czerwcu 2013 roku. Ponadto Wiedźmin 3 zdobył tam kilkadziesiąt nagród oraz nominacji przyznanych przez czasopisma i portale z branży gier komputerowych.

## Fabuła
Akcja Wiedźmina 3 rozgrywa się w fikcyjnym świecie fantasy stworzonym przez pisarza Andrzeja Sapkowskiego w serii opowiadań i powieści. Gracz ma okazję zwiedzić wyspy Skellige, Wolne Miasto Novigrad, Oxenfurt, wiedźmińskie siedliszcze Kaer Morhen czy ponure moczary Velen. Gra rozpoczyna się pół roku po wydarzeniach z poprzedniej części. Wiedźmin Geralt odzyskuje w końcu pamięć, nie ma jednak zamiaru przyłączyć się do którejkolwiek ze stron konfliktu. Zamiast tego zajmuje się on poszukiwaniem Dzikiego Gonu oraz swoich bliskich, m.in. Yennefer z Vengerbergu i Ciri.

## Rozgrywka
Wiedźmin 3: Dziki Gon jest fabularną grą akcji z otwartym światem. Gracz steruje postacią Geralta z Rivii z perspektywy trzeciej osoby. W niektórych fragmentach gry gracz wciela się w postać Ciri. Poza poruszaniem się po lądzie można także pływać zarówno na jak i pod powierzchnią wody. W celu szybszego przemieszczania się gracz może skorzystać z punktów szybkiej podróży, łodzi lub koni. W trakcie gry gracz znajduje przedmioty, które są przechowywane w ekwipunku. Po wcześniejszym uzbieraniu potrzebnych składników alchemicznych i rzemieślniczych Geralt może stworzyć eliksiry, odwary, petardy oraz oleje czy też ulepszyć swój oręż. Mikstury można zażywać przed walką jak i w trakcie starć. Poza tym gracz ma możliwość konsumpcji żywności oraz różnych trunków regenerujących żywotność. W trakcie rozgrywki gracz zdobywa punkty doświadczenia i punkty umiejętności, zdobywane poprzez wykonywanie zadań, zabijanie potworów oraz odkrywanie miejsc mocy, które może przydzielić do jednej z trzech specjalizacji: szermierki, alchemii i magii. W ekranie postaci możliwe jest aktywowanie maksymalnie dwunastu umiejętności jednocześnie, wspomaganych przez 4 mutageny, które mogą zwiększać wielkość obrażeń, moc znaków albo żywotność.
System walki jest zmodyfikowaną wersją tego z Wiedźmina 2. Gracz potrafi walczyć bronią białą, dystansową i używać zaklęć zwanych znakami. Do dyspozycji ma miecze stalowe, przeznaczone do walki z postaciami humanoidalnymi i zwierzętami, oraz miecze srebrne przeciwko istotom magicznym. Podczas walki istnieje możliwość przerwania ataku, uniknięcia lub zablokowania ciosu. Postać może korzystać z pięciu znaków, które z biegiem gry można ulepszyć. Geralt za pomocą wiedźmińskich zmysłów może wytropić niektóre bestie podążając za ich śladami, zapachem lub poszukiwać w ten sposób wskazówek pozwalających rozwiązać zadanie.
Gracz ma możliwość zagrania w minigry takie jak wyścigi konne, pojedynki na pięści czy gra karciana gwint. W gwinta grają dwie osoby po uprzednim wybraniu jednej z pięciu armii – Nilfgaardu, Królestw Północy, Scoia’tael, Skellige lub potworów.

## Produkcja
Koszt produkcji przekroczył 300 milionów złotych. Główny zespół pracujący nad grą liczył 240 osób. Łącznie w procesie produkcji zaangażowane było ponad 1500 osób. Gra została pierwszy raz publicznie pokazana na konferencji Microsoftu podczas targów E3 w czerwcu 2013 roku.
Wiedźmin 3 został stworzony przy pomocy silnika REDengine 3. Użyto także takich technologii jak SpeedTree, PhysX czy Nvidia HairWorks. Duże zmiany zaszły w zakresie odbywanych walk. Całkowicie przebudowano sztuczną inteligencję przeciwników Geralta, a on sam otrzymał więcej animacji, które wykorzystywane są w walkach. Akcja gry ma miejsce w otwartym świecie, trzydzieści razy większym od tego z poprzedniej części.
24 października 2014 zostało udostępnione intro zatytułowane Podążając za tropem autorstwa Tomasza Bagińskiego. Podczas produkcji twórcy kontaktowali się z Andrzejem Sapkowskim w celu ustalenia niektórych nazw własnych i rozmieszczenia lokacji na mapie. Twórcy dodali postać Ciri, aby gracz mógł spojrzeć na te same wydarzenia z perspektywy innej osoby.
Poza standardową wersją wydana została także edycja kolekcjonerska, która zawiera m.in. figurkę Geralta walczącego z gryfem, wiedźmiński medalion czy artbook. Po premierze zostało wydanych 16 darmowych dodatków DLC, które zawierają między innymi nowe zadania poboczne, nowe karty do gwinta, alternatywny wygląd postaci, tryb „Nowej Gry Plus” oraz elementy ekwipunku.
Jej premierę pierwotnie zaplanowano na 2014 rok, następnie przełożono ją na 24 lutego 2015, a później na 19 maja 2015 roku. W grudniu 2014 poinformowano, że Wiedźmin 3 jest skończony, a pozostały czas pozwoli na usunięcie błędów i lepszą optymalizację gry. Po premierze gry został wydany zestaw narzędzi moderskich o nazwie REDkit, za pomocą którego gracze mogą tworzyć własne modyfikacje.
14 grudnia 2022 ukazała się bezpłatna aktualizacja zawierająca ulepszenia graficzne na platformach PlayStation 5, Xbox Series X/S oraz PC.

### Zawartość do pobrania
W listopadzie 2014 roku CD Projekt zapowiedział, że po premierze Dziki Gon doczeka się szesnastu darmowych dodatków do pobrania, publikowanych przez osiem kolejnych tygodni w formie darmowych pakietów, zawierających po dwa dodatki. Wśród dodatków znalazły się dodatkowe przedmioty, zadania, alternatywne wyglądy dla postaci kobiecych oraz tzw. tryb nowa gra plus. 7 kwietnia ogłoszono, że poza darmowymi dodatkami gra doczeka się również dwóch płatnych rozszerzeń – Serca z kamienia oraz Krew i wino – mających wystarczyć na około trzydzieści godzin rozgrywki. Pierwszy ze wspomnianych dodatków został wydany w październiku 2015 roku. Serca z kamienia rozszerza rozgrywkę o trzy dodatkowe zadania do wykonania, a jego akcja umiejscowiona jest w północno-wschodniej części Ziemi Niczyjej. Drugi dodatek ukazał się 31 maja 2016. Krew i wino przenosi graczy do zupełnie nowej lokacji – Toussaint.

## Odbiór gry
Wiedźmin 3 został nagrodzony na targach E3 w 2013 i 2014 roku. Zarówno podczas 32. ceremonii Golden Joystick Awards, jak i pierwszej gali Game Awards przyznano grze tytuł „Most Wanted Award”. Serwis Gry-Online umieścił produkcję na liście „20 najbardziej oczekiwanych gier 2015 roku”. CD Projekt ujawnił, że przed premierą zamówiono ponad milion egzemplarzy gry. Gra spotkała się z pozytywnym odbiorem w mediach zbierając wynik 92/100 w serwisie Metacritic. Zbigniew Jankowski z Eurogamera docenił ciekawą fabułę, jej długość oraz pomysłowość twórców. Podkreślił także wysoką jakość polskiej wersji językowej i uznał, że rodzimy język „fantastycznie pasuje do wiedźmińskiego świata” i „buduje fenomenalny klimat”. Krystian Smoszna z Gry-Online opisał budowę lokacji jako „absolutne mistrzostwo świata”. Pochwalił wioski wzorowane na polskich osadach, postacie niezależne żyjące własnym życiem i szczegółowe projekty otoczenia. Negatywnie ocenił złe wykonanie granic świata, po którym porusza się postać. Z tego powodu niektóre lokacje widoczne na mapie są niedostępne dla graczy pomimo braku fizycznych granic.
Redakcja magazynu PC Gamer UK w 2015 roku przyznała grze 41. miejsce na liście najlepszych gier na PC.
30 października 2015 podczas ceremonii Golden Joystick Awards gra zdobyła nagrody w kategoriach: gra roku, najlepsza fabuła, najlepszy projekt wizualny i najlepszy moment w grze (wątek z Krwawym Baronem), CD Projekt Red otrzymał natomiast tytuł „studia roku”. Wiedźmin 3: Dziki Gon zdobył też tytuł gry roku przyznany podczas gali The Game Awards w 2015 roku. Dodatek Krew i wino został nagrodzony podczas The Game Awards 2016 w kategorii Najlepsza gra RPG.
W 2018 magazyn GameStar przyznał grze 7. miejsce na liście 250 najlepszych gier wszech czasów na PC. W 2019 ten sam magazyn uznał tytuł najlepszą grą RPG wszech czasów na PC.

### Sprzedaż
9 czerwca 2015 studio CD Projekt Red ujawniło, że w ciągu 2 tygodni od premiery gry sprzedano 4 mln egzemplarzy Wiedźmina 3, natomiast koszty produkcji gry zwróciły się pierwszego dnia sprzedaży. Według czasopisma Fortune tytuł zajął dziewiąte miejsce na liście najlepiej sprzedających się gier komputerowych w pierwszej połowie 2015 roku (na liście znalazły się też gry wydane w poprzednich latach). W lipcu 2016 producent poinformował, że sprzedano blisko 10 milionów kopii gry.
11 czerwca 2019, przy okazji zapowiedzi wydania gry na konsolach Nintendo Switch, ujawniono, że sprzedano już około 20 mln kopii gry. 22 kwietnia 2021 roku studio poinformowało o sprzedaniu ponad 30 mln egzemplarzy gry. Po upływie niecałego roku, 14 kwietnia 2022 roku producent ujawnił, że gra znalazła już ponad 40 mln nabywców. 29 maja 2023 poinformowano, że sprzedaż gry przekroczyła 50 mln egzemplarzy. 28 maja 2025 roku, producent gry poinformował, że w ciągu 10 lat od premiery gry sprzedano ponad 60 mln egzemplarzy.

### Kwestia podejścia do płci i ras
W opozycji do większości pozytywnie nastawionych do Wiedźmina 3 dziennikarzy ustawili się redaktorzy strony Polygon, którzy zarzucili grze seksistowskie portretowanie postaci kobiecych. Arthur Gies stwierdził, że dzieło CD Projektu RED albo ukazuje kobiety jako ofiary morderstw, albo jako osoby poddane seksualizacji pod względem strojów odkrywających ich ciała. Dziennikarz serwisu zauważył, że takie zabiegi cechują również amerykański serial Gra o tron, nie był jednak w stanie znaleźć wyjaśnienia dla nieobecności w grze postaci innego koloru skóry niż biały. Recenzja Polygonu wzbudziła oburzenie szczególnie wśród polskich graczy, którzy tłumaczyli zabiegi twórców troską o historyczną rzetelność. Gra miała ich zdaniem nawiązywać do słowiańskiej mitologii, w której ludzie o innym kolorze skóry nie występowali. Inny redaktor serwisu, Tauriq Moosa, odpierał te zarzuty zauważając, że twórcom nie sprawiało problemu dodawanie do świata gry ras o tradycyjnym dla fantasy znaczeniu (na przykład elfów). Jednakże już kolor skóry, jak twierdzi Moosa, jest wspólny w grze dla wszystkich ludzi, a nawet postacie o arabskich z brzmienia nazwiskach (jak Azar Javed) podlegają zjawisku whitewashingu, czyli modelowania całego świata gry na użytek białych graczy.